# Tamara Wiszniewska

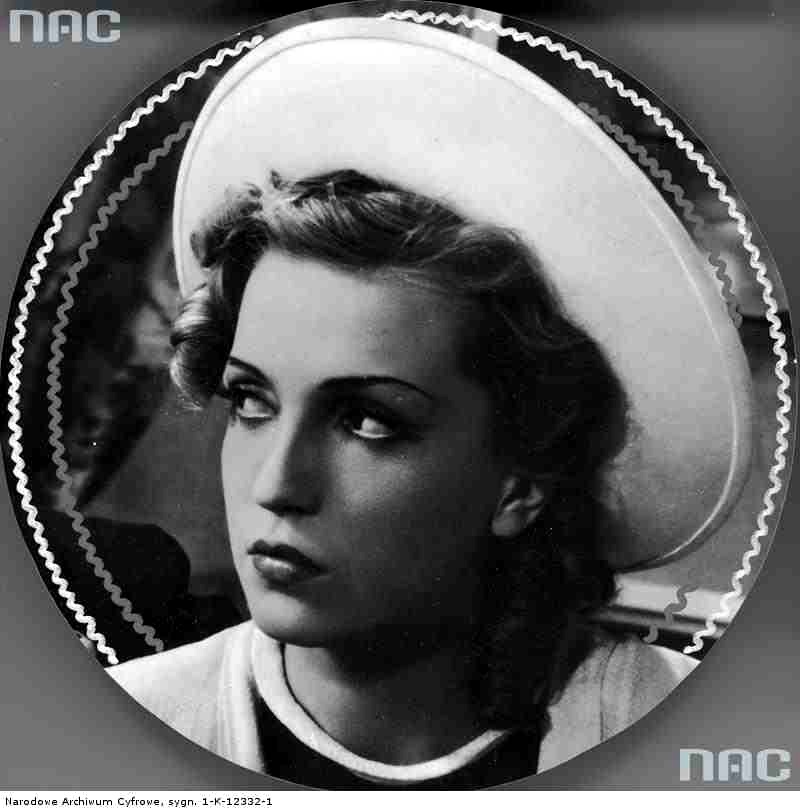
Tamara Wiszniewska, lata 30.

Tamara Wiszniewska (ur. 20 grudnia 1919 w Dubnie, zm. 1 kwietnia 1981 w Rochester) – polska przedwojenna aktorka filmowa i tancerka.

## Życiorys
Urodziła się na Wołyniu. Niektóre źródła podają 1 kwietnia 1919 jako datę jej urodzin. Pochodziła z mieszanej rodziny, ojciec – Siergiej Wiszniewski był Ukraińcem, matka – Lidia Tarnawska była Polką. Miała dwie młodsze siostry. Gimnazjum ukończyła w Łucku, dokąd przeprowadziła się rodzina. W 1934 Tamara Wiszniewska przeniosła się do swojej ciotki w Warszawie i rozpoczęła naukę w szkole tańca scenicznego Tacjanny Wysockiej. Początkowo występowała pod imieniem Mira. Szybko została zaangażowana do zespołu występującego w nocnych lokalach oraz teatrach, i została dostrzeżona. W listopadzie 1935 wypatrzył ją niemiecki reżyser Paul Wegner i zaproponował rolę w polsko-niemieckim filmie August Mocny. Zaraz po tym otrzymała rólkę w ekranizacji powieści z 1909, pod tytułem Trędowata. Na fali popularności filmu Trędowata (1936) zapadła decyzja o nakręceniu jego kontynuacji, pod tytułem Ordynat Michorowski (1937). W związku z realizacją kontynuacji Wiszniewska poznała Władysława Mikosza, również zaangażowanego w realizację tego filmu.
29 września 1937 poślubiła kierownika produkcji Władysława Mikosza (spotkali się również na planie Trójki hultajskiej). Po zakończeniu II wojny światowej wyemigrowała z mężem do Stanów Zjednoczonych, gdzie wiele lat pracowała jako tłumaczka i recepcjonistka w Rochester.
Zmarła na skutek choroby nowotworowej w 1981 i została pochowana na Mount Hope Cemetery, gdzie później spoczął także jej mąż (zm. 1994).

## Filmografia[3]
- 1936 – August Mocny (niem. August der Starke), jako Hanusia
- 1936 – Trędowata, jako Lucia Elzonowska
- 1937 – Ordynat Michorowski, jako Lucia, córka baronowej Elzonowskiej
- 1937 – Trójka hultajska, jako Lusia, córka Stolarskiego
- 1937 – Dziewczęta z Nowolipek, jako Amelka
- 1938 – Dziewczyna szuka miłości, jako Janina, jego córka
- 1938 – Kobiety nad przepaścią, jako Róża
- 1938 – Druga młodość, jako Tamara Korska
- 1939 – Bogurodzica
- 1939 – Biały Murzyn, jako hrabianka Jadwiga
- 1939 – U kresu drogi, jako Weronika, córka Turwidów
- 1939/1941 – Przez łzy do szczęścia, jako panna Anusia
- 1939/1941 – Żona i nie żona, jako Nelly
- 1939/1942 – Testament profesora Wilczura, jako Elżbieta